# Intercursus Magnus
El Intercursus Magnus fue un importante tratado comercial de larga duración, firmado el 24 de febrero de 1496 por Enrique VII de Inglaterra Felipe IV, duque de Borgoña. Otros firmantes incluyeron a las potencias comerciales de la República de Venecia, la República de Florencia, las Provincias Unidas de los Países Bajos y la Liga Hanseática.

## Antecedentes
La Guerra de las Dos Rosas, una serie de guerras civiles dinásticas entre dos ramas de la Casa de Plantagenet, había sido peleada en varios episodios esporádicos, principalmente entre 1455 y 1485. En este año, el Lancaster Enrique Tudor derrotó al yorkiano rey Ricardo III en la batalla de Bosworth y se casó con Isabel de York, la hija de Eduardo IV, para unir las casas. En 1490, un joven flamenco, Perkin Warbeck, apareció y declaró ser Ricardo, el menor de los "Príncipes de la Torre" yorkistas y, por tanto, un pretendiente al trono inglés. En 1493, Warbeck ganó el apoyo de la hermana de Eduardo IV, Margarita, duquesa viuda de Borgoña, quien le permitió permanecer en su corte y le dio 2.000 mercenarios.
Después de la peste negra a fines del siglo XIV, Inglaterra comenzó a dominar el mercado de telas europeas, cuyo comercio llegó a su primer pico en 1447 cuando las exportaciones alcanzaron los 60.000 paños. Los Países Bajos eran uno de los mercados más importantes de Inglaterra, particularmente, Amberes. El comercio de telas era importante para Borgoña, además de ser un componente esencial en la economía inglesa. Era un tema importante para la política interior y exterior, por lo tanto, Enrique VII emitió un embargo comercial —también decretado por Felipe IV, duque de Borgoña en reciprocidad—, como resultado de la intromisión de Margarita. Con ello, Enrique forzó a los Merchant Adventurers, la compañía que disfrutaba del monopolio del comercio de lana flamenca, a trasladarse de Amberes al Pale of Calais y a expulsó a los comerciantes flamencos de Inglaterra.
La influencia de Margarita se desvaneció después de la amenaza de retirarle sus tierras heredadas del Condado de Artois y Borgoña Palatina y cuando quedó claro que el embargo perjudicaba tanto a la economía inglesa como a la flamenca, por lo que el Intercursus Magnus fue firmado, con la aceptación de Margarita de la herencia Tudor como condición del tratado. Felipe también estaba dispuesto a asegurar la ayuda inglesa contra Francia, por lo que el tratado tenía condiciones muy favorables para los comerciantes ingleses. El tratado concedía privilegios comerciales recíprocos a los ingleses y los flamencos y estableció aranceles fijos. Tales medidas ayudaron en gran medida a la exportación de lana inglesa y, por tanto, aumentó el tesoro de Enrique VII y la industria flamenca y brabantina, al mismo tiempo que proporcionó libertades a las pesqueras holandesas y zelandesas. En cambio, otras promesas del tratado de justicia imparcial para los comerciantes ingleses en las cortes de Borgoña fueron pobremente realizadas.